# Loskunja
Loskunja – wieś w Chorwacji, w żupanii karlowackiej, w gminie Vojnić. W 2011 roku liczyła 58 mieszkańców.